# Connan Mockasin
Connan Mockasin est le nom de scène de Connan Hosford, un musicien  de pop psychédélique ainsi que du groupe qui l'accompagne. Il est originaire de Te Awanga, en Nouvelle-Zélande et aujourd'hui installé à Londres.

## Biographie
À l'origine, le groupe, avec des influences plus blues rock/pop, s'appelait Connan and the Mockasins. Son premier album, Forever Dolphin Love, est auto-publié puis bénéficie d'une édition par le label Phantasy Sound de Erol Alkan en 2011. En 2011, il compose des titres pour l'album Stage Whisper de Charlotte Gainsbourg, puis lui et son groupe l'accompagnent sur la tournée qui suit la sortie de cet album. L'album Caramel sort en 2013. En 2015, il publie en collaboration avec Devonté Hynes un EP baptisé Marfa Myths 001. Il remixe le titre Defeatist Anthem by the Sea de Blonde Redhead et apparait dans le vidéo clip illustrant cette version. En novembre, le premier album de Soft Hair, sa collaboration avec Sam Dust de L.A. Priest, est publié.